# Hyppa semivirgata
Hyppa semivirgata là một loài bướm đêm trong họ Noctuidae.